# Цабит
Цабит (араб. تسابيت‎) — город и коммуна в центральной части Алжира, в вилайете Адрар. Административный центр одноимённого округа.

## Географическое положение

Коммуна Цабит

Город находится на севере центральной части вилайета, на территории одного из оазисов северо-западной Сахары, на расстоянии приблизительно 971 километра к юго-юго-западу (SSW) от столицы страны Алжира. Абсолютная высота — 252 метра над уровнем моря.

Коммуна Цабит граничит с коммунами Сбаа, Метарфа, Шаруин, Тальмин, Ксаби (вилайет Бешар) и Табельбала (вилайет Бешар). Её площадь составляет 13 263 км².

## Климат
Климат города характеризуется как аридный жаркий (BWh в классификации климатов Кёппена). Осадки в течение года практически отсутствуют (среднегодовое количество — 17 мм). Средняя годовая температура составляет 24,3 °C. Средняя температура самого холодного месяца (декабря) составляет 11,5 °С, самого жаркого месяца (июля) — 36,8 °С..

## Население
По данным официальной переписи 2008 года численность населения коммуны составляла 14 895 человек. Доля мужского населения составляла 50,5 %, женского — соответственно 49,5 %. Уровень грамотности населения составлял 68,6 %. Уровень грамотности среди мужчин составлял 82,5 %, среди женщин — 54,6 %. 3,2 % жителей Цабита имели высшее образование, 9,2 % — среднее образование.